# Into the Enchanted Chamber
Into the Enchanted Chamber – album powermetalowego zespołu Timeless Miracle wydany 27 czerwca 2005 r.

## Spis utworów
1. Curse of the Werewolf – 7:15
2. Witches of Black Magic – 4:24
3. Into the Enchanted Chamber – 6:07
4. The Devil – 5:30
5. The Red Rose – 5:43
6. A Minor Intermezzo – 1:21
7. Return of the Werewolf – 4:55
8. Memories – 4:15
9. The Gates of Hell – 4:21
10. Down to the Gallows – 5:46
11. The Dark Side Forest – 00:47
12. The Voyage – 14:10